# Josef Mühlbachler
Josef Mühlbachler (* 23. Dezember 1945 in Neumarkt im Mühlkreis) war Lehrer und ein österreichischer Politiker (ÖVP). Er ist verheiratet und Vater von drei Kindern.

## Leben
Mühlbachler startete seine Ausbildung 1952 an der Volksschule und nach dem Gymnasium Freistadt (1956–1964) studierte er zwischen 1964 und 1969 an der Hochschule für Welthandel. Seit 1964 ist er Mitglied der katholischen Studentenverbindung KÖHV Franco-Bavaria Wien im ÖCV. Zwischen 1973 und 1976 studierte er noch Wirtschaftspädagogik an der Johannes-Kepler-Universität in Linz.
Nach dem Präsenzdienst (1969–1970) wurde er Lehrer an der Handelsakademie (HAK) und Handelsschule (HASCH) in Feldkirch, Vorarlberg, bevor er als Lehrer 1971 nach Freistadt an die HAK und HASCH kam. Zwischen 1978 und 1988 war er Betriebsberater der Braucommune Freistadt. Seit 1995 ist er Aufsichtsratsvorsitzender der Technologiezentrum Mühlviertel Errichtungs- und Betriebsgesellschaft. Im Jahr 1979 startete seine Karriere als Politiker und wurde Mitglied des Gemeinderats in Freistadt. 1980 wurde er zum Bezirksparteiobmann der ÖVP gewählt und 1985 stieg er zum Vizebürgermeister auf. 1988 wurde er für rund 19 Jahre Bürgermeister der Stadt (bis 2007). Am 1. November 1985 wurde Josef Mühlbachler Abgeordneter des österreichischen Nationalrats und blieb es bis am 19. Dezember 2002 (XVI. bis XXI. Gesetzgebungsperiode).

## Auszeichnungen
- 1996: Großes Goldenes Ehrenzeichen für Verdienste um die Republik Österreich[1]